# Тіконко (вождівство)
Тіко́нко (англ. Tikonko) — одне із 15 вождівств округу Бо Південної провінції Сьєрра-Леоне. Адміністративний центр — містечко Тіконко.
Населення округу становить 53206 осіб (2015; 39122 в 2008, 39399 в 2004).

## Адміністративний поділ
У адміністративному відношенні вождівство складається з 8 секцій:
| № | Назва       | Оригінальна назва | Площа, км² | Населення, осіб (2008) | Адміністративний центр |
| - | ----------- | ----------------- | ---------- | ---------------------- | ---------------------- |
| 1 | Баїньява    | Bainyawa          | -          | 9734                   | -                      |
| 2 | Мамбава     | Mambawa           | -          | -                      | -                      |
| 3 | Морку       | Morku             | -          | -                      | -                      |
| 4 | Нґоламаджьє | Ngolamajie        | -          | 16136                  | -                      |
| 5 | Нджаґбла I  | Njagbla I         | -          | -                      | -                      |
| 6 | Нджаґбла II | Njagbla II        | -          | -                      | -                      |
| 7 | Сейва       | Seiwa             | -          | 16136                  | Тіконко                |
| 8 | Сенде       | Sendeh            | -          | 9734                   | -                      |